# Dictionnaire des canadianismes
Le Dictionnaire des canadianismes est un dictionnaire canadien réalisé par Gaston Dulong. Sa première édition fut publiée en 1989 chez les Éditions Larousse, une seconde édition a été publiée en 1999 aux Éditions du Septentrion.
Le dictionnaire est le résultat d'enquêtes effectuées sur « l'ensemble du territoire du Québec ainsi qu'auprès de la diaspora francophone du Nouveau-Brunswick, de la Nouvelle-Écosse, de l'Île-du-Prince-Édouard et de l'Ontario ».

## Éditions
1. Gaston Dulong, Dictionnaire des canadianismes, Imprimerie Gagné, Louiseville, Québec, Éditions Larousse, 1989, 461 p. (ISBN 978-2-920318-07-6, OCLC 25917159)
2. Gaston Dulong, Dictionnaire des canadianismes, Québec, Éditions du Septentrion, 1999, 550 p. (ISBN 978-2-89448-135-6)